# Donghae, Gangwon

Donghae (Hán Việt: Đông Hải) là một thành phố ở tỉnh Gangwon, Hàn Quốc. Có hai cảng lớn: Cảng Donghae và Cảng Mukho. Thành phố nằm ở trên tuyến đường sắt Yeongdong và đường cao tốc Donghae. Có nhiều hang động ở thành phố này cũng như ở Samcheok phụ cận. Đại học Donghae tọa lạc ở đây.

## Khí hậu
| Dữ liệu khí hậu của Donghae (1981–2010)                                  | Dữ liệu khí hậu của Donghae (1981–2010) | Dữ liệu khí hậu của Donghae (1981–2010) | Dữ liệu khí hậu của Donghae (1981–2010) | Dữ liệu khí hậu của Donghae (1981–2010) | Dữ liệu khí hậu của Donghae (1981–2010) | Dữ liệu khí hậu của Donghae (1981–2010) | Dữ liệu khí hậu của Donghae (1981–2010) | Dữ liệu khí hậu của Donghae (1981–2010) | Dữ liệu khí hậu của Donghae (1981–2010) | Dữ liệu khí hậu của Donghae (1981–2010) | Dữ liệu khí hậu của Donghae (1981–2010) | Dữ liệu khí hậu của Donghae (1981–2010) | Dữ liệu khí hậu của Donghae (1981–2010) |
| Tháng                                                                    | 1                                       | 2                                       | 3                                       | 4                                       | 5                                       | 6                                       | 7                                       | 8                                       | 9                                       | 10                                      | 11                                      | 12                                      | Năm                                     |
| ------------------------------------------------------------------------ | --------------------------------------- | --------------------------------------- | --------------------------------------- | --------------------------------------- | --------------------------------------- | --------------------------------------- | --------------------------------------- | --------------------------------------- | --------------------------------------- | --------------------------------------- | --------------------------------------- | --------------------------------------- | --------------------------------------- |
| Cao kỉ lục °C (°F)                                                       | 16.1 (61.0)                             | 23.7 (74.7)                             | 26.9 (80.4)                             | 32.6 (90.7)                             | 32.7 (90.9)                             | 35.2 (95.4)                             | 37.1 (98.8)                             | 37.0 (98.6)                             | 34.2 (93.6)                             | 29.7 (85.5)                             | 24.4 (75.9)                             | 18.4 (65.1)                             | 37.1 (98.8)                             |
| Trung bình ngày tối đa °C (°F)                                           | 5.2 (41.4)                              | 7.1 (44.8)                              | 10.8 (51.4)                             | 16.6 (61.9)                             | 20.6 (69.1)                             | 23.2 (73.8)                             | 26.4 (79.5)                             | 27.3 (81.1)                             | 23.7 (74.7)                             | 19.7 (67.5)                             | 13.6 (56.5)                             | 7.9 (46.2)                              | 16.8 (62.2)                             |
| Trung bình ngày °C (°F)                                                  | 0.8 (33.4)                              | 2.7 (36.9)                              | 6.4 (43.5)                              | 12.0 (53.6)                             | 16.1 (61.0)                             | 19.4 (66.9)                             | 23.0 (73.4)                             | 23.7 (74.7)                             | 19.7 (67.5)                             | 15.0 (59.0)                             | 9.0 (48.2)                              | 3.3 (37.9)                              | 12.6 (54.7)                             |
| Tối thiểu trung bình ngày °C (°F)                                        | −3.1 (26.4)                             | −1.5 (29.3)                             | 2.0 (35.6)                              | 7.5 (45.5)                              | 12.0 (53.6)                             | 16.1 (61.0)                             | 20.2 (68.4)                             | 20.7 (69.3)                             | 15.9 (60.6)                             | 10.5 (50.9)                             | 4.6 (40.3)                              | −0.9 (30.4)                             | 8.7 (47.7)                              |
| Thấp kỉ lục °C (°F)                                                      | −14.0 (6.8)                             | −13.7 (7.3)                             | −6.9 (19.6)                             | −1.4 (29.5)                             | 3.5 (38.3)                              | 6.0 (42.8)                              | 12.2 (54.0)                             | 14.4 (57.9)                             | 8.3 (46.9)                              | −0.1 (31.8)                             | −6.2 (20.8)                             | −11.9 (10.6)                            | −14.0 (6.8)                             |
| Lượng Giáng thủy trung bình mm (inches)                                  | 51.0 (2.01)                             | 36.3 (1.43)                             | 58.6 (2.31)                             | 60.1 (2.37)                             | 74.0 (2.91)                             | 110.4 (4.35)                            | 234.7 (9.24)                            | 240.3 (9.46)                            | 241.1 (9.49)                            | 83.5 (3.29)                             | 67.6 (2.66)                             | 21.3 (0.84)                             | 1.278,9 (50.35)                         |
| Số ngày giáng thủy trung bình (≥ 0.1 mm)                                 | 5.7                                     | 5.9                                     | 8.7                                     | 7.3                                     | 9.3                                     | 11.3                                    | 14.2                                    | 15.0                                    | 11.8                                    | 7.7                                     | 7.0                                     | 3.9                                     | 107.8                                   |
| Số ngày tuyết rơi trung bình                                             | 5.1                                     | 4.0                                     | 3.4                                     | 0.2                                     | 0.0                                     | 0.0                                     | 0.0                                     | 0.0                                     | 0.0                                     | 0.0                                     | 0.4                                     | 1.4                                     | 14.6                                    |
| Độ ẩm tương đối trung bình (%)                                           | 49.5                                    | 52.0                                    | 57.1                                    | 59.0                                    | 68.7                                    | 78.0                                    | 82.5                                    | 82.6                                    | 79.0                                    | 67.0                                    | 56.2                                    | 46.8                                    | 64.9                                    |
| Số giờ nắng trung bình tháng                                             | 178.6                                   | 179.4                                   | 194.4                                   | 208.9                                   | 208.3                                   | 170.4                                   | 144.7                                   | 157.0                                   | 162.5                                   | 188.2                                   | 171.7                                   | 185.0                                   | 2.149                                   |
| Phần trăm nắng có thể                                                    | 58.1                                    | 58.8                                    | 52.5                                    | 52.9                                    | 47.4                                    | 38.6                                    | 32.3                                    | 37.3                                    | 43.5                                    | 54.0                                    | 56.2                                    | 61.9                                    | 48.2                                    |
| Nguồn: Korea Meteorological Administration (Tỷ lệ khả chiếu, ngày tuyết) |                                         |                                         |                                         |                                         |                                         |                                         |                                         |                                         |                                         |                                         |                                         |                                         |                                         |

## Thành phố kết nghĩa
Thành phố Donghae kết nghĩa với những thành phố sau:
| Thành phố   | Vùng           | Quốc gia   | Năm                  |
| ----------- | -------------- | ---------- | -------------------- |
| Gimje       | Jeollabuk-do   | Hàn Quốc   | 27 tháng 4 năm 1999  |
| Dobong-gu   | Sudogwon       | Hàn Quốc   | 7 tháng 10 năm 1999  |
| Tsuruga     | Fukui          | Nhật Bản   | 13 tháng 4 năm 1981  |
| Nakhodka    | Primorsky Krai | Nga        | 10 tháng 11 năm 1991 |
| Tumen       | Cát Lâm        | Trung Quốc | 28 tháng 4 năm 1995  |
| Federal Way | Washington     | Mỹ         | 1 tháng 4 năm 2000   |
| Saint John  | New Brunswick  | Canada     | 30 tháng 5 năm 2008  |